# Cheb Anouar
Cheb Anouar (Oran, 23 oktober 1974) is een Algerijnse zanger, componist en tekstschrijver van populaire raimuziek, een populair genre in de Maghreb. Hij is vooral bekend vanwege zijn duet met Khaled, "Sallu 3ala Nbi".
Anouar groeide op in Tlemcen en deels in Marseille. Met name in de jaren 80 en 90 verwierf hij bekendheid met liedjes zoals "Lalla La3roussa", "Adieu", "May Jouz" en "Wallilou".
In de jaren 90 verhuisde Anouar naar Oujda (Marokko) om het terrorisme dat toen hoogtij vierde in Algerije te ontvluchten.